# (38602) 1999 XW229
1999 XW229 (asteroide 38602) é um asteroide da cintura principal. Possui uma excentricidade de 0.19058660 e uma inclinação de 18.15412º.
Este asteroide foi descoberto no dia 7 de dezembro de 1999 por CSS em Catalina.